# Инос, Джон (III)
Джон Инос III (англ. John Enos III, род. 12 июня 1962, Бостон, Массачусетс, США) — американский актёр.

## Биография
Джон Инос родился 12 июня 1962 года в городе Бостон, штат Массачусетс. Имеет греческие, итальянские и португальские корни. До того как стать актером, он был барменом в Нью-Йорке, работал в качестве модели для Boss Models. Был женат на актрисе Дженни Ли (свадьба состоялась 23 июля 2006 года), которая умерла 18 февраля 2012 года.
В 2018 году Инос был номинирован на премию  Эмми в номинации «За лучшего приглашенного исполнителя».

## Избранная фильмография
- 1992 — Дневники Красной Туфельки / Red Shoe Diaries
- 1992 — Смерть ей к лицу / Death Becomes Her
- 1993 — Разрушитель / Demolition Man
- 1993 — Она написала убийство / Murder, She Wrote
- 1993 — Полиция Нью-Йорка / NYPD Blue
- 1994 — Последний ковбой / F.T.W
- 1994 — Конец ночи / Till the End of the Night
- 1995 — Мелроуз Плейс / Melrose Place (TV series)
- 1996 — Пуля / Bullet
- 1996 — Скала / Rock
- 1997 — Нигде / Nowhere
- 1998 — Внезапное пробуждение / Rude Awakening
- 1998 — Секс в большом городе / Sex and the City
- 1998 — Блэйд / Blade
- 1999 — Я и Уилл / Me and Will
- 1999 — Без изъяна / Flawless
- 2001 — В постели с убийцей / Dead Sexy
- 2001 — Точка отсчета / Point Doom
- 2003 — Телефонная будка / Phone Booth
- 2004 — Короли Бруклина / Kings of Brooklyn
- 2004 — C.S.I.: Место преступления Нью-Йорк / CSI: NY
- 2005 — Молодые и дерзкие / Young and the Restless
- 2007 — Миссионер / Missionary Man
- 2008 — Частный сыщик / San Saba
- 2008 — Все хотят быть итальянцами / Everybody Wants to Be Italian
- 2008 — Дни нашей жизни / Days of Our Lives